# Твёрдый, Александр Васильевич
Александр Васильевич Твёрдый (26 февраля 1953, Краснодар — 12 января 2009, там же) — российский спортсмен, занимавшийся спортивным туризмом, путешественник и составитель топонимических словарей. Чемпион СССР и двукратный чемпион России по спортивному туризму. Мастер спорта России по спортивному туризму. Кандидат педагогических наук.

## Биография
Спортивным туризмом начал заниматься с 15 лет.
В 1980 году с отличием окончил Ясиноватский строительный техникум транспортного строительства. В 1990 году окончил географический факультет Кубанского государственного университета.
В 2001 году в Российской международной академии туризма защитил диссертацию «Экологическая подготовка студентов туристских вузов с использованием потенциала природоохраняемых территорий» и получил учёную степень кандидата педагогических наук.
В 2003 году стал мастером спорта России по пешему спортивному туризму.
Был женат, воспитал двоих сыновей и двоих дочерей.
Скончался 12 января 2009 года в Краснодаре, предположительно от сердечного приступа.

## Спортивно-туристическая деятельность
Чемпион СССР и двукратный чемпион России по спортивному туризму. Мастер спорта России по спортивному туризму. Кандидат в мастера спорта по лёгкой атлетике. За время занятий спортивным туризмом совершил более 100 категорийных походов и путешествий. Серебряный призёр чемпионата Вооруженных Сил по спортивному туризму, чемпион России по спортивному туризму.

## Научные и научно-популярные работы
- Твердый А. В. «Топонимический словарь Северного Кавказа». Ч. 1, 2. Краснодарское книжное издательство, 2006.
- Твёрдый А. В., Ефремов Ю. В. «Кубань с высоты птичьего полета».
- Твёрдый А. В., Самойленко А. А. «Электричкой в горы». Краснодарское книжное издательство.
- Твёрдый А. В. «Лагонакское нагорье и его окрестности». Путеводитель
- Твёрдый А. В. «Кавказ в именах». Книга-словарь
- Твёрдый А. В. «Очерки по истории Кубани».
- Твёрдый А. В. «Записки путешественника».

## Награды и признание
- Знак Отличия Министерства транспортного строительства СССР
- Памятная медаль Русского географического общества Н. М. Пржевальского
- Являлся членом учёного совета и президиума Краснодарского регионального отделения Русского географического общества.

## Память
- По инициативе Горячеключевского местного отделения Краснодарского регионального отделения Русского географического общества в г. Горячий ключ улице города присвоено имя А. В. Твердого
- Горячеключевское местное отделение Краснодарского регионального отделения Русского географического общества с 2012 года носит имя А. В. Твердого
- Ежегодно в станице Шапсугская Абинского района в конце апреля Федерацией спортивного туризма Кубани проводятся открытые соревнования Краснодарского края по спортивному туризму памяти Твёрдого А. В.;
- Ежегодно в феврале в Краснодаре под эгидой Краснодарского регионального отделения Русского географического общества проводится международная научная-практическая конференция «Твёрдовские чтения».
  - В западной части Кавказа в честь Твёрдого А.В. названы перевал -2850 м. н.у.м.,  и вершина (пик Твёрдого) - 3290 м. н.у.м.